# Генк
Генк (на нидерландски: Genk) е град в Североизточна Белгия, окръг Хаселт на провинция Лимбург. Намира се на 8 km източно от град Хаселт. Населението му е около 63 800 души (2006).
Край Генк се намира един от шестте шлюза на канала Албер.

## История
Населеното място е известно от Средновековието като келтско селище. Първото споменаване на Генк е от 1108 г. като Генек (Geneche), на територията на абатството Ролдук. В политическо отношение Генк е принадлежал на графство Лун, докато не е присъединен от принц-епископството на Лиеж през 1365 г.